# Mastrus mucronatus
Mastrus mucronatus là một loài tò vò trong họ Ichneumonidae.